# イルティシュ河の戦い
イルティシュ河の戦い（イルティシュがわのたたかい、英語: Battle of Irtysh river、中国語: 也児的石河之戦）は、1306年にアルタイ山を越えてイルティシュ河に攻め入ったカイシャン率いる大元ウルス軍と、チャパル率いるカイドゥ・ウルス（オゴデイ・ウルス）軍との間で行われた戦闘である。
この戦闘を経て中央アジアに領地を持つオゴデイ家王族のほとんどが大元ウルスに投降し、中央アジアからオゴデイ家勢力は一掃された。そのため、この戦いは「カイドゥ・ウルス」を実質的に滅亡させた戦いであると位置づけられている。

## 背景
1260年代の帝位継承戦争をきっかけとして自立したオゴデイ家のカイドゥは、中央アジアの諸勢力を統合して13世紀後半に「カイドゥの国」「大トゥルキー国」（以下、カイドゥ・ウルスと呼称）と呼ばれる強大な王権を築き上げた。カイドゥ・ウルスと「正当なカアン」たるクビライの支配する「大元ウルス」の戦争は拮抗していたが、クビライが1294年に死去すると両国の情勢は大きく変動した。
純粋にカイドゥを慕っていたというよりは、クビライに反感を覚えてカイドゥの傘下に入った領侯（ヨブクル、ウルス・ブカ、ドゥルダカら）がクビライの死をきっかけとして大元ウルスに投降するようになり、これに危機感を覚えたカイドゥは1290年代末よりモンゴル高原へ連年の出兵を始めた。カイドゥの侵攻を受けて大元ウルス軍は一時劣勢に陥ったものの、総司令としてカイシャンが新たに赴任することで持ち直すことに成功した。1301年に起こった「テケリクの戦い」は一連の戦役の中でも最大の激戦となったが、この時もカイドゥは大元ウルス軍を突き崩せず、 逆にこの戦いで負った傷が元でカイドゥは亡くなってしまった。
カイドゥの死後、「カイドゥ・ウルス」の実質的なNo.2であったチャガタイ家のドゥアはカイドゥが生前後継者に指名していたオロスではなく、庶長子のチャパルをカイドゥの後継者に擁立した。これに反発したオロスはチャパルとオゴデイ家どうしの内戦を繰り広げ、その間隙をついてドゥアは弱体化したオゴデイ家の勢力を蚕食し始めた。更に、ドゥアは1304年に大元ウルスと単独講和を果たし、チャパルも遅れて大元ウルスとの講和に同意したものの、先んじて周辺諸勢力と友好関係を築いたドゥアに比べ、チャパルらオゴデイ家諸勢力はますます不利な立場に陥った。
ここに至り、チャパルとオロスはオゴデイ家内での内戦をやめ、来るべき大元ウルス軍の侵攻に備えてオロスらオゴデイ系王族、アリクブケ家のメリク・テムルら率いる十万の大軍をアルタイ山脈西麓、イルティシュ河方面に配備した。大元ウルス軍を率いるカイシャンは必ずしもオゴデイ家との戦争に積極的ではなく、アルタイ山脈を挟んで対時するオロスと友情を得ていたとの記録もあるが、結局はドゥアの要請に従って1307年にオゴデイ家領への大侵攻を開始することになった。

## 戦闘
この戦いについて詳細に語るのは漢文史料の『元史』巻22武宗本紀1とペルシア語史料の『オルジェイトゥ史』で、『元史』武宗本紀はこの戦闘の概略について以下のように記している。

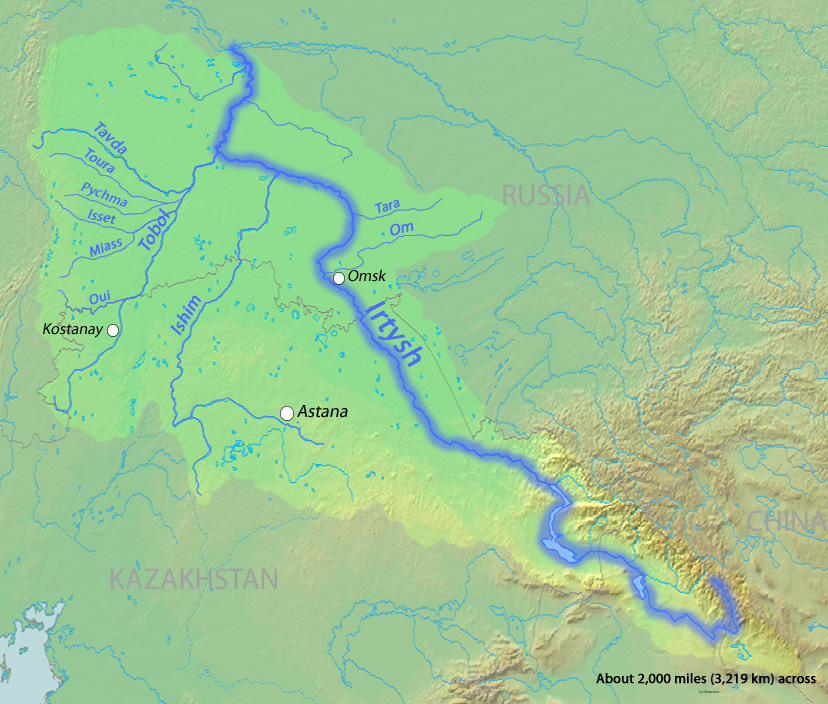
主戦場となったイルティシュ河

『元史』武宗本紀によると、1306年7月にカイシャン率いる大元ウルス軍は「トグズ・クル（「九海子」の意）」の地よりアルタイ山脈を越え、まずはオロス率いる軍団と交戦した。『オルジェイトゥ史』によると、カイシャン率いる大元ウルス軍は夜間にオロス軍を奇襲してその軍団のほとんどを殺傷するか捕虜とし、オロスは僅か数十騎とともに逃れたという。オロスの敗走後、大元ウルス軍はオロスの輜重（アウルク）を接収し、オゴデイ系カダアン家のイェスン・トゥア及びバヤン・キュレゲンを捕虜とした。
同じく『オルジェイトゥ史』によると、オロスの敗走を聞いたアリクブケ家のメリク・テムルはチャパルを見限る決意をし、使者を派遣してドゥアにチャパルを攻めるよう要請する一方、チャパルにはドゥア軍に対処するよう助言した。メリク・テムルの狙い通りにチャパルがドゥア軍と戦うために移動すると、その隙にメリク・テムルはチャパルのオルドを襲って兵士の大部分を殺し、チャパルの王妃や貴人を軒並み抽虜として大元ウルスに投降した。一方、『元史』ボロクル伝には名門ボロクル家の末裔たるオチチェルがカイシャンとともにアルタイ山脈を越えた後、「威を以て圧し、利を以て説得することでメリク・テムル（滅里鉄木児）を降らせた」と記されており、メリク・テムルが投降を決意するに至ったのにはオチチェルの働きかけが大きかったようである。メリク・テムルの裏切りが広まるとチャパル軍の兵士は次々に逃亡し、最終的には数百騎しか残らなかったという。『元史』武宗本紀に「ことごとくその家属のオルドを俘虜とし獲得した（尽俘獲其家属営帳）」と記されるのは、まさにメリク・テムルがチャパルのオルドを奪って投降したことを指すものと考えられている。
追い詰められたチャパルは自らの配下であるシャー・オグル、ドダイ、ブル＝クル、クトルン、エブゲンらに援軍を要請したが、既に南からはドゥア率いる軍団がイリ川にまで至っていた。更に、大元ウルスの側ではドゥア軍と合流すべくトガチ丞相やノム・クリ率いる別働隊をアルタイ山脈南部から西進させており、チャパルらオゴデイ家一族は四方を完全に包囲された。同年8月、カイシャン率いる大元ウルス軍は遂にイルティシュ河流域に入ってオゴデイ家諸勢力の大部分を破り、メリク家のトゥマン、クチュ家のアルグイ、アリクブケ家のメリク・テムルが大元ウルスに投降した。
チャパル、オロスらは大元ウルス軍の攻撃を逃れてドゥアの側に投降したものの、それ以外のオゴデイ家王族、彼らの有する人民・領地（＝アイマク）はほとんどが大元ウルス軍によって占領されてしまった。この時点で大勢はほぼ決まったが、アルタイ山脈に駐屯して冬を越そうとする大元ウルス軍に対して、グユク家のトクメが最後の攻撃をしかけた。しかし、衆寡敵せずトクメも最終的には敗れてチャパルらの下に逃れ、遂に中央アジアからオゴデイ家勢力はほぼー掃された。「イルティシュ河の戦い」について詳しく記す『元史』武宗本紀は、この戦いによってオゴデイ家勢力が壊滅したことを「北辺、尽く平ぐ」と表現している。「イルティシュ河の戦い」ほぼ一段落した1306年9月、聖誕節（カアンたるテムルの誕生日）にあわせてドゥアは息子のゴンチェクを大元ウルスに派遣し、両国の友好関係を再確認した。
この戦闘では早くに断絶したカラチャル家と常にトルイ家と同盟関係にあったコデン家を除くオゴデイの5子の全ての子孫が大元ウルス軍に敗れ、以下の通りドゥアの下に逃れるか大元ウルス軍に投降した。
| 王家         | イルティシュ河の戦いの参加者     | 漢文史料の表記   | ペルシア語史料の表記 | 出自                             | 備考                                       |
| ------------ | -------------------------------- | ---------------- | -------------------- | -------------------------------- | ------------------------------------------ |
| グユク王家   | 諸王トクメ(Tükme)                | 禿苦滅(tūkǔmiè)  | توکمه(tūkme)         | グユクの息子ホージャ・オグルの子 | 大元ウルスに投降せず、ケベクに殺された     |
| クチュ王家   | 襄寧王アルグイ(Aluγui)           | 阿魯灰(ālǔhuī)   | القوی(ālqūī)         | クチュの息子シレムンの子         | 大元ウルスに投降後、襄寧王の位を授けられた |
| カシ王家     | 汝寧王チャパル(Čapar)            | 察八児(chábāér)  | چاپار(chāpār)        | カシの息子カイドゥの庶長子       | 大元ウルスに投降後、汝寧王の位を授けられた |
| カシ王家     | 叛王オロス(Oros)                 | 斡羅思(wòluosī)  | اوروس(ūrūs)          | カシの息子カイドゥの庶長子       | チャパルと行動をともにする                 |
| カダアン王家 | イェスン・トゥア大王(Yesün tu'a) | 也孫脱(yěsūntuō) |                      | カダアンの息子                   | 大元ウルスへの投降後の動向は不明           |
| メリク王家   | 陽翟王トゥマン(Tuman)            | 禿満(tūmǎn)      | تومان(Tūmān)         | メリクの息子                     | 大元ウルスに投降後、陽翟王の位を授けられた |

この一戦によって「カイドゥ・ウルス（カイドゥの国）」という存在は事実上滅亡したものとみられる。

## 影響

イルティシュ河の戦い後のチャガタイ・ウルス

この戦役を通じて、中央アジアに居住していたオゴデイ家王族は大元ウルスかチャガタイ・ウルスのどちらかに投降せざるをえなくなり、中央アジアにおけるオゴデイ家の勢力は解体されてしまった。この戦役で最も利があったのがチャガタイ家のドゥアで、オゴデイ家王族を中央アジアから一掃し、その遺領を掌握することで名実ともに「カイドゥ・ウルス」を乗っ取ることに成功した。ドゥアは1309年夏に開いたクリルタイでチャパルの廃位を宣言したが、これこそが「チャガタイ・ハン国（自称は中央モンゴル国（dumdadu mongγol ulus））」の始まりであるといわれる。
ドゥアに投降したチャパルは正式に廃位させられたものの、数年は中央アジアにとどまることができた。ドゥアの死後、チャガタイ・ウルスでドゥアの後継者の座を巡ってナリクとケベクらドゥア遺児たちの間で内乱が起きると、これを好機と見たチャパル・オロス・トクメらオゴデイ家残党は蜂起し、一時はケベクを破る勢いを見せた。しかし、ケベクは援軍を得て体制を立て直すとチャパルらを破り、トクメは追い詰められて殺され、チャパルらは今度こそ大元ウルスに投降した。これを以て、中央アジアにおけるオゴデイ家の系譜は遂に絶えてしまう。
一方、大元ウルスに投降したオゴデイ家王族に対しては、オゴデイの6子を始祖とする6つの王家ごとに管理するというモンケ時代の手法が踏襲され、6つの王家はそれぞれ王位を授けられた。これらオゴデイ家残党はかつてクチュ・ウルスの存在した平陽路南部に遊牧地を与えられ、ごく小規模ではあるがウルスの存続を許された。「オゴデイ家の初封地」を継承してそれなりの勢力を残存させたメリク家を除いて、以後大元ウルスでオゴデイ家の王族が重要な役割を果たすことはなくなる。
大元ウルスにおいては、1301年のカイドゥの撃退（テケリクの戦い）に引き続き、約半世紀にわたって大元ウルスを苦しめた「カイドゥ・ウルス」解体の立役者となったカイシャンの声望が大きく高まった。一連のカイドゥとの戦争を通じて、カイシャンはモンゴル高原の王侯や配下の将軍から絶大な支持を受けるようになり、この後のカイシャンの即位、またその子のコシラの即位にも影響を与えることとなった。